# Karl-Heinz Saretzki
Karl-Heinz Saretzki (* 13. Juli 1942 in Bielefeld; † 1. Juni 2019 in Bochum) war ein deutscher Posaunenchorleiter und Redakteur.
Saretzki studierte Kirchenmusik an der heutigen Hochschule für Kirchenmusik der Evangelischen Kirche von Westfalen in Herford. Nach dem Examen war er als Kirchenmusiker und Diakon tätig. 1972 wurde er zum Landesposaunenwart des Posaunenwerkes der Evangelischen Kirche von Westfalen berufen. Im Jahr 2000 erfolgte die Ernennung zum Kirchenmusikdirektor. Er war Redakteur der Zeitschrift  Magazin Posaunenchor und Herausgeber zahlreicher Literatur für Posaunenchöre. Am 16. Juni 2007 wurde er in einem Festgottesdienst in der Dortmunder Reinoldikirche in den Ruhestand verabschiedet. Für seine langjährigen Verdienste wurde er mit dem Bronzekreuz der Evangelischen Kirche von Westfalen geehrt.
Karl-Heinz Saretzki war der Zwillingsbruder des Gesangspädagogen Hans-Dieter Saretzki.